# Белкин, Анатолий Рафаилович
Анато́лий Рафаи́лович Бе́лкин (род. 12 июня 1955, Москва) — российский юрист, специалист в области уголовно-процессуального права, криминалистики и судебной экспертизы; известен также как поэт и игрок в спортивную версию «Что? Где? Когда?». Кандидат физико-математических наук (1981), доктор юридических наук (2000), профессор.

## Биография
Отец — выдающийся советский и российский криминалист Рафаил Самуилович Белкин (11 июля 1922 — 3 февраля 2001), мать — инженер-металлург Генриета Лазаревна Белкина (7 сентября 1922 — 15 июня 2014). Сестра — криминалист Елена Рафаиловна Россинская (род. 1949).
Окончил факультет управления и прикладной математики (ФУПМ) Московского физико-технического института в 1978 году. Офицер запаса.
Далее учился в аспирантуре того же вуза по кафедре члена-корреспондента АН СССР Г. С. Поспелова, окончил её в 1981 году и защитил кандидатскую диссертацию на тему «Применение теории графов к анализу и оптимизации функционирования одного класса сложных систем» (специальность 01.01.09 — Математическая кибернетика, научный руководитель — профессор Д. А. Поспелов).
До 1987 года работал старшим научным сотрудником в Научном совете АН СССР по комплексной проблеме «Кибернетика», с 1987 года — заведующий сектором систем поддержки принятия решений во вновь образованном Институте автоматизации проектирования АН СССР (позже — РАН, директор — академик О. М. Белоцерковский).
В 1991 году основал первый в СССР частный научно-исследовательский институт — Институт Независимых Исследований, ныне специализирующийся в области судебно-экспертной деятельности, и до нынешнего времени является его генеральным директором.
В 2000 году в Воронежском государственном университете защитил докторскую диссертацию по теме «Теория доказывания: криминалистический и оперативно-розыскной аспекты»; научный консультант — доктор юридических наук, профессор О. Я. Баев (специальность 12.00.09 — Уголовный процесс, криминалистика; оперативно-розыскная деятельность) .
С 2000 года — профессор кафедры уголовного права, процесса и криминалистики Московского государственного университета приборостроения и информатики (после реорганизации вуза и слияния его с другими вузами — кафедра «Правовое обеспечение национальной безопасности» Российского Технологического университета). Ведёт преподавательскую деятельность также и в других вузах.
Автор и соавтор более 300 научных работ, в том числе свыше 20 монографий, учебников и учебных пособий.
Действительный член РАЕН, академик-секретарь отделения «Точные методы в гуманитарных науках», член Президиума РАЕН. Член Международной Ассоциации содействия правосудию (МАСП) и Президиума Международного конгресса криминалистов.
В 2000—2008 годах параллельно был сотрудником (консультантом) бюро проверки газеты «Комсомольская правда».
В 2022 году поддержал вторжение России на Украину, подписал письмо в поддержку российского нападения.

## Семья
- Супруга — Маргарита Петровна
  - дочь Анна — биолог, выпускница РГМУ[10]. Живёт и работает в США, профессор Высшей школы медицины Бостонского университета[11].
  - сын Дмитрий[12].

## Монографии и учебники
- Белкин А. Р., Левин М. Ш. Принятие решений: комбинаторные модели аппроксимации информации. — М.: Наука, 1990. — 160 с. — (Теория и методы системного анализа, вып. 26). — 5600 экз. — ISBN 5-02-014378-2.
- Белкин Р. С., Белкин А. Р. Эксперимент в уголовном судопроизводстве. — М.: Норма, 1997. — 154 с. — 3000 экз. — ISBN 5-89123-131-X, 5-86225-545-1.
- Гинзбург А. Я., Белкин А. Р. Криминалистическая тактика. — Алма-Ата: Аян Эдет, 1998. — 473 с. — 4000 экз. — ISBN 9965-452-13-X.
- Белкин А. Р. Теория доказывания. — М.: Норма, 1999/2000. — 429 с. — 6000 экз. — ISBN 5-89123-323-1.
- Белкин А. Р. Криминалистические классификации. — М.: Мегатрон, 2000. — 94 с. — 500 экз. — ISBN 5-89601-036-5.
- Белкин А. Р. (соавт.). Курс криминалистики (общая часть) / ред. В. Е. Корноухов. — М.: Юрист, 2000/2001. — 784 с. — 6000 экз. — ISBN 5-7975-0335-2, 978-5-7975-0335-4.
- Белкин А. Р. Теория доказывания в уголовном судопроизводстве. — М.: Норма, 2005. — 528 с. — 6000 экз. — ISBN 5-89123-898-5.
- Михайлов В. А.; Белкин А. Р.; Белозёров Ю. Н.; Бородин С. В.; Белкин Р. С.; Михайлов А. А. Курс уголовного судопроизводства: Учебник для вузов: В 3 тт. / ред. В. А. Михайлов. — Воронеж: НПО Модэк, 2006/2007. — Т. 1—3. — 2256 с. — ISBN 5-89395-709-1/5-89395-716-4.
- Белкин А. Р. Уголовный процесс. Сборник тестов. — М.: РИОР, 2008. — 272 с. — 2000 экз. — ISBN 978-5-369-00217-9.
- Белкин А. Р. Уголовный процесс. Сборник тестов. Изд. 2-е, испр. и доп.. — М.: РИОР, 2012. — 254 с. — 2000 экз. — ISBN 978-5-369-01050-1.
- Белкин А. Р. УПК РФ: нужны ли перемены?. — М.: Норма: ИНФРА-М, 2013. — 416 с. — 2000 экз. — ISBN 978-5-91768-366-9.
- Белкин А. Р. (соавт.). Теория уголовного процесса: состязательность. Часть 1 / ред. Н. А. Колоколов. — М.: Юрлитинформ, 2013. — 368 с. — 3000 экз. — ISBN 978-5-4396-0321-3.
- Белкин А. Р. (соавт.). Апелляция, кассация, надзор: новеллы ГПК РФ, УПК РФ. Первые результаты применения. Часть 1 / ред. Н. А. Колоколов. — М.: Юрлитинформ, 2015. — 552 с. — 3000 экз. — ISBN 978-5-4396-0831-7.
- Белкин А. Р. (соавт.). Аппарат власти следственной / ред. Н. А. Колоколов. — М.: Юрлитинформ, 2016. — 384 с. — 3000 экз. — ISBN 978-5-4396-1111-9.
- Белкин А. Р. Теория доказывания в уголовном судопроизводстве: в 2 ч. Часть 1. 2-е изд., испр. и доп.. — М.: Юрайт, 2017. — 231 с. — 2000 экз. — ISBN 978-5-534-04110-1 978-5-534-04108-8.
- Белкин А. Р. Теория доказывания в уголовном судопроизводстве: в 2 ч. Часть 2. 2-е изд., испр. и доп.. — М.: Юрайт, 2017. — 353 с. — 2000 экз. — ISBN 978-5-534-04109-5 978-5-534-04110-1.
- Белкин А. Р. УПК РФ: отменить нельзя поправить: в 2 т. Том 1. Общая часть.. — М.: Юрайт, 2017. — 287 с. — 1000 экз. — ISBN 978-5-534-03652-7 978-5-534-03653-4.
- Белкин А. Р. УПК РФ: отменить нельзя поправить: в 2 т. Том 2. Досудебное производство.. — М.: Юрайт, 2017. — 331 с. — 1000 экз. — ISBN 978-5-534-03655-8 978-5-534-03653-4.
- Белкин А. Р. (соавт.). Уголовно-процессуальное право: Учебник / ред. Л. В. Бертовский. — М.: Проспект, 2020. — 656 с. — 1000 экз. — ISBN 978-5-392-31031-9.

- Почётный работник  высшего профессионального образования РФ
- Медаль Министерства образования и науки РФ «За безупречный труд и отличие»
- Ветеран труда
- Медаль «За содействие» Следственного комитета РФ
- Почётная медаль ФСИН РФ
- Золотая медаль В. И. Вернадского
- Серебряная медаль В. И. Вернадского
- Медаль Н.Н. Моисеева
- Медаль О.Я. Баева

## Литературная деятельность
Поэт-лирик, иронист и лимерист, многократно публиковался в периодике и коллективных изданиях, издал ряд персональных и коллективных сборников стихов.
Начинал как поэт-иронист и сатирик, позже был идейно близок к куртуазным маньеристам. После 1995 года тяготеет преимущественно к философской лирике, однако приобрёл известность преимущественно сборником из 1001 лимерика «Лимерикон, или Всемирная история в лимериках», за которым через 10 лет последовал «Новый Лимерикон».
В 1990-х годах выдвинул и обосновал поэтико-философскую концепцию этернизма, призывающую поэтов раскрывать так называемые вечные темы через их повседневные проявления; однако распространения она не получила.
Член Союза писателей России. Секретарь Союза литераторов России. Член Клуба сатириков и юмористов «Чёртова дюжина».
Лауреат Всероссийского фестиваля юмористической и сатирической песни и поэзии «ЁРШ-2013», победитель Всероссийского фестиваля юмористической и сатирической песни и поэзии «ЁРШ-2015», дипломант Международного фестиваля авторской песни и поэзии «Мальтийский Фest» на Мальте (октябрь 2014 года). 
В 2018 году был удостоен премии «Золотой телёнок» «Литературной Газеты» («Клуба 12 стульев»).
С 2016 года организует и проводит популярный конкурс-фестиваль «Умный смех», объединяющий поэтов-иронистов, юмористов, афористов и авторов-исполнителей.
- Пушкинская Медаль «Ревнителю просвещения»
- Есенинская медаль
- Премия «Квартет» + медаль И.А. Крылова
- Медаль Некрасова
- Медаль Державина
- Бунинская медаль
- Медаль СПР «За мастерство и подвижничество во благо русской литературы»
- Международная Литературная премия имени Марка Твена «Простаки за границей»
- Премия «Золотой телёнок» «Литературной Газеты» («Клуба 12 стульев»)
- Премия «Волшебное перо».

## Авторские сборники стихов[19]
- «Alter Ego» (М., 1994) — коллективный сборник
- «Избранные стихотворения» (в 2-х тт., М.: Интеллект, 1995)
- «Оси координат» (М.: СферА, 2000) — отмечен медалью Державина МОО Союза литераторов РФ.
- «Лимерикон, или Всемирная история в лимериках» (М., 2006) — отмечен Пушкинской медалью Академии российской словесности
- «Парнас колобком» — коллективный сборник пародий (М., 2007) — автор и редактор-сост.
- «Эпиграмматика» — сборник эпиграмм, миниатюр, каламбуров и аллюзий (М., 2009)
- «Вороны и лисицы» — сборник «патриотических басен» (М., 2014)
- «Наноподковки микро-Пегасов» — сборник иронических миниатюр, фрашек, эпиграмм и каламбуров (М., 2015)
- «Умный смех» — сборник лучших произведений Конкурса-фестиваля «Умный смех» — 2016 (автор и редактор-сост.) (М., 2016).
- «Новый Лимерикон, или Продолжение Всемирной истории в лимериках» (М., 2017).
- «12 Друзей Белкина» — коллективный сборник иронической поэзии (автор и редактор-сост.) (М., 2017).
- «Умный смех»-2017 — сборник лучших произведений II Конкурса-фестиваля «Умный смех» — 2017 (автор и редактор-сост.) (М., 2017).
- «Смехом печень не испортишь!» — сборник избранных произведений одноимённого проекта (автор и редактор-сост.) (М., 2017).
- «11/13 Друзей Белкина» — коллективный сборник иронической поэзии (автор и редактор-сост.) (М., 2018).
- «Умный смех»-2018 — сборник лучших произведений III Конкурса-фестиваля «Умный смех» — 2018 (автор и редактор-сост.) (М., 2018).
- «Умный смех»-2019 — сборник лучших произведений IV Конкурса-фестиваля «Умный смех» — 2019 (автор и редактор-сост.) (М., 2019).
- «Собрание сочинений в нескольких томах». Тома 1-2. Лирика. (М., 2019)
- «Наноподковки микро-Пегасов — II» — сборник иронических миниатюр, фрашек, эпиграмм и каламбуров (М., 2020).
- «Умный смех»-2020 — сборник лучших произведений V Конкурса-фестиваля «Умный смех» — 2020 (автор и редактор-сост.) (М., 2020).
- «Собрание сочинений в нескольких томах». Тома 3-4. Гражданская лирика. Басни. Путёвые заметки. Ироническая поэзия (М., 2021).
- «Умный смех»-2021 — сборник лучших произведений VI Конкурса-фестиваля «Умный смех» — 2021 (автор и редактор-сост.) (М., 2021).
- «Собрание сочинений в нескольких томах». Тома 5-6. Ироническая поэзия (М., 2023).
- «Собрание сочинений в нескольких томах». Тома 7-8. Ироническая поэзия (М., 2024).
- «Собрание сочинений в нескольких томах». Тома 9-10. Ироническая поэзия (М., 2025).

## Игровая деятельность
В «Что? Где? Когда?» играет с 1997 года, бессменный капитан команды «Неспроста», Командор Интеллектуального клуба «Неспроста», организатор и топ-редактор ряда крупных турниров.
Трёхкратный чемпион Высшей лиги Чемпионата Москвы по «Что? Где? Когда?» (1998/99, 1999/2000, 2000/01), двукратный чемпион России по «Что? Где? Когда?» (2004, 2006), шестикратный чемпион Суперлиги МАК (1999—2006), чемпион мира по «Что? Где? Когда?» (2008) — всё в составе команды «Неспроста».
Участвовал в программе «Кто хочет стать миллионером?», в выпуске от 14 мая 2001 года выиграл 250 тысяч рублей.
В ноябре 2007 года решением № 19 Комиссии по этике Международной ассоциации клубов (МАК) ЧГК был лишён звания сертифицированного судьи и редактора за «грубейшие нарушения игровой этики»; однако в марте 2008 года это решение было отменено президентом МАК Н. И. Стеценко как необоснованное, все обвинения с Белкина публично сняты, и было «объявлено о его полной невиновности». Впоследствии состав Комиссии по этике МАК был существенно изменён.
В феврале 2009 года Белкин был бессрочно дисквалифицирован Исполкомом Ассоциации московских клубов (АМК) во всех турнирах, проводимых АМК и под эгидой АМК. В неофициальной части решения Белкин обвинялся в «жульничестве и манипулировании результатами турниров». С просьбой об аналогичной дисквалификации АМК обратилась также и к МАК ЧГК; но Международная ассоциация не поддержала дисквалификации и вообще не выступала с какими-либо обвинениями или заявлениями по этому поводу. Сам Анатолий Белкин неоднократно утверждал, что это была спланированная акция с целью устранить его команду «Неспроста». Тем не менее, в знак протеста Белкин прекратил собственно игровую деятельность, хотя продолжает организовывать и проводить турниры по интеллектуальным играм.
Проведённое позже расследование признало более чем вероятным сговор членов Исполкома АМК с целью очернения команды «Неспроста» и конкретно Белкина и последующего устранения команды как игровой единицы, однако группа, производившая расследование, не была указана.
С 1996 по 2014 год успешно играл в телевизионной «Своей игре», чемпион суперфинала 1997 года, чемпион «Золотой дюжины» 2007 года, принимал участие в мировом кубке «Jeopardy!» в 1997 году.
Как командор Клуба «Неспроста» регулярно проводит турниры по «Что? Где? Когда?» («Неспростая Зима», «Неспростая Весна», «Кубок Метрополии» и др.), а также чемпионаты Москвы и Клуба «Неспроста» по спортивной версии «Своей игры». Опубликовал несколько сборников турнирных ЧГК-вопросов от имени Клуба «Неспроста», сам написал более 3000 вопросов, большей частью помещённых в Базу вопросов «Что? Где? Когда?»